# Ampelisca araucana
Ampelisca araucana är en kräftdjursart. Ampelisca araucana ingår i släktet Ampelisca och familjen Ampeliscidae. Inga underarter finns listade i Catalogue of Life.